# エド・ウィン
エド・ウィン（Ed Wynn, 1886年11月9日 - 1966年6月19日）はアメリカ合衆国の俳優、コメディアン。

## 経歴
ペンシルベニア州フィラデルフィア出身。ユダヤ系である。1903年、ボードビルで俳優活動を開始したウィンは、1914年にアメリカで著名な興行王フローレンツ・ジーグフェルド演出の『ジーグフェルド・フォーリーズ』と呼ばれるブロードウェイのシリーズものの舞台劇で舞台俳優として活躍したほか、舞台の脚本や監督も多く務めた。その後は多くの舞台、テレビドラマなどで活躍していた。また映画では1959年公開の『アンネの日記』に出演しアカデミー助演男優賞にノミネートされた。
1966年に食道癌により死去した。
彼の息子のキーナン・ウィンも俳優となり、アメリカで多数の映画・テレビドラマに出演した。

## フィルモグラフィ
| 公開年 | 邦題 原題                                                 | 担当                   | 備考 |
| ------ | --------------------------------------------------------- | ---------------------- | ---- |
| 1951年 | ふしぎの国のアリス Alice in Wonderland                    | マッドハッター         |      |
| 1959年 | アンネの日記 The Diary of Anne Frank                      | アルベルト・デュッセル |      |
| 1961年 | うっかり博士の大発明 フラバァ The Absent-Minded Professor | 消防署長               |      |
| 1963年 | フラバァ・デラックス Son of Flubber                       | A・J・アレン           |      |
| 1964年 | メリー・ポピンズ Mary Poppins                             | アルバートおじさん     |      |
| 1965   | シャム猫FBI/ニャンタッチャブル That Darn Cat!             | ホフステッダー         |      |
| 1967   | 小びとの森の物語 The Gnome-Mobile                         | ルーファス             |      |

テレビドラマ
ミステリーゾーン　第２話「死神につかれた男」1959　主演

## 受賞歴
- 1960年 - 第32回アカデミー賞助演男優賞ノミネート。